# Desalmadamente
Desalmadamente é um álbum de Lena d'Água. Editado a 10 de maio de 2019, pela Universal Music Portugal, marcou o regresso da artista aos registos em nome próprio, depois de um hiato de 30 anos sem novas canções originais. É reconhecido como um dos melhores discos desse ano em Portugal. Foi o vencedor do prémio José Afonso de 2020.

## Produção
O último trabalho de originais que Lena d'Água editara a solo, Tu Aqui, remontava a 1989. O seu regresso à música e, sobretudo, aos discos começou a ser cozinhado lentamente nos anos anteriores. O primeiro passo terá sido o convite dos They're Heading West para tocar na Casa Independente em Lisboa, corria o ano de 2016. Seguiu-se Benjamim, que incluiu uma participação de d'Água num concerto no CCB, no final desse ano.
Depois, chegou a passagem pelo Festival da Canção 2017, a convite de Pedro da Silva Martins. Interpretada ao lado dos They're Heading West e Benjamim, "Nunca me fui embora" chegou à final nacional do concurso, no ano em que o grande vencedor foi Salvador Sobral.
As canções do disco foram todas compostas por Pedro da Silva Martins, mais conhecido como parte integrante dos Deolinda. Os arranjos e a interpretação ficaram a cargo de António Vasconcelos Dias, João Correia, Sérgio Nascimento, Mariana Ricardo, Francisca Cortesão (quarteto que compõe os They're Heading West) e Benjamim. Foram estes quatro últimos que assinaram a produção do disco.
O single de apresentação, "Grande Festa", antecipou o lançamento do disco. O vídeo contou com a realização de Joana Lages e a direção de fotografia de Manuel Pinho Braga. 

## Prémios e reconhecimento
O álbum foi genericamente aclamado pela crítica, sendo considerado o melhor disco português do ano para a revista BLITZ, integrando também outras listas especializadas como Antena 3, Altamont, Arte Sonora, Threshold Magazine, Rádio Radar, entre outras.
Valeu a Lena d'Agua duas estatuetas nos Prémios Play, em 2020: Melhor Artista Feminina e Prémio da Crítica. A artista foi igualmente nomeada para os Globos de Ouro, em 2021, na categoria de Melhor Intérprete, galardão que acabaria nas mãos de Bárbara Tinoco.
Desalmadamente foi ainda reconhecido, por unanimidade, com o Prémio José Afonso, em 2020. Sobre o álbum, o júri declarou: "brilhantes composições de Pedro da Silva Martins, e onde Lena d’Água demonstra uma capacidade vocal impressionante. Além de premiar o disco, premeia-se também a carreira da cantora Lena d’Água e a sua enorme capacidade de se reinventar”.

## Lista de faixas
Inicialmente lançado em CD e nas plataformas digitais, o disco acabou por ser reeditado em vinil no ano seguinte e teve, ainda, uma edição exclusiva em vinil transparente, para a edição de 2021 do Record Store Day. Eis o alinhamento da versão CD (o vinil mantém a ordem das canções):
| N.º            | Título               | Duração |  |
| 1.             | "Opá"                | 3:53    |  |
| 2.             | "Enquanto Assim For" | 3:01    |  |
| 3.             | "Queda Para Voar"    | 3:43    |  |
| 4.             | "Minutos"            | 3:45    |  |
| 5.             | "Hipocampo"          | 3:26    |  |
| 6.             | "Grande Festa"       | 3:03    |  |
| 7.             | "Voltas Trocadas"    | 4:35    |  |
| 8.             | "Formatada"          | 3:35    |  |
| 9.             | "Desalmadamente"     | 4:31    |  |
| 10.            | "Bem Que Vos Avisei" | 2:58    |  |
| Duração total: | Duração total:       | 36:33   |  |